# Iglesia de San Juan Bautista (Brías)
La iglesia parroquial de San Juan Bautista en Brías, en el municipio de Berlanga de Duero (Provincia de Soria, España), es un templo barroco soriano que inicia su construcción en el año 1690, por el maestro de cantería don Manuel Conde, sobre la antigua parroquia de Brías, bajo el patrocinio de don Juan Aparicio y Navarro, obispo de León y vecino del pueblo.

## Descripción
De planta de cruz latina, tiene una sola nave y crucero cubierto con bóveda circular flanqueado por dos dependencias, destinadas a capilla y sacristía. A los pies se sitúa el baptisterio, con pila bautismal de traza románica y el coro.
Al exterior, destaca la portada de acceso, que se abre mediante arco de medio punto entre pilastras cajeadas, decorado con espejo en la clave, y siguiendo el mismo esquema, hornacina avenerada en el segundo cuerpo, rematando con escudo de los Aparicio. 
La torre, de dos cuerpos, remata en balconcillo abalaustrado, y acoge a modo de ménsula el escudo del donante. 